# Stina Jackson
Stina Jackson, née Olofsson le 28 juin 1983 à Skellefteå, est une auteure suédoise, connue pour son roman policier Silvervägen.

## Biographie
Stina Jackson est née et a grandi à Skellefteå. En 2002, elle est diplômée du lycée à Anderstorpsskolan et déménage à Stockholm deux ans plus tard pour poursuivre ses études. En 2006, elle déménage à Denver, Colorado, où elle épouse l'Américain Robert Jackson. Elle a depuis la double nationalité et vit avec son mari à Denver, où elle a également étudié le droit.
Elle a fait ses débuts en 2018 avec le roman policier Silvervägen, qui a reçu la Clé de verre, entre autres, et le prix du meilleur roman policier suédois. Le roman raconte l'histoire d'un homme à la recherche de sa fille disparue dans le Västerbotten.
En 2020, Stina Jackson publie le roman Ödesmark, qui se déroule dans le petit village du même nom près d'Arvidsjaur. Le critique Magnus Persson décrit ce dernier livre comme « un divertissement de haute qualité, écrit avec une prose nuancée et existentiellement finement calibrée ».

## Œuvres
- 2018 : Silvervägen, Albert Bonnier
- 2020 : Ödesmark , Albert Bonnier

## Prix et récompenses
- 2018 : nommée pour le Crimetime Specsavers Award (Détective de l'année) pour Silvervägen[3]
- 2018 : nommée pour les Storytel Awards pour Silvervägen[4]
- 2018 : Pied de biche d'or (Meilleur roman policier de l'année) pour Silvervägen[5]
- 2018 : Prix du meilleur roman policier suédois pour Silvervägen
- 2019 : livre de l'année pour Silvervägen[6]
- 2019 : Clé de verre pour Silvervägen[1]